# Toirano
Toirano är en kommun i provinsen Savona i Liguria, Italien. Orten ligger omkring 70 km sydväst om Genua och 30 km sydväst om Savona. Kommunen hade 2 655 invånare (2018) och gränsar till kommunerna Balestrino, Bardineto, Boissano, Borghetto Santo Spirito, Castelvecchio di Rocca Barbena samt Ceriale. Toirano är känt för sina grottor, vilka ligger i närheten av orten.